# شركس

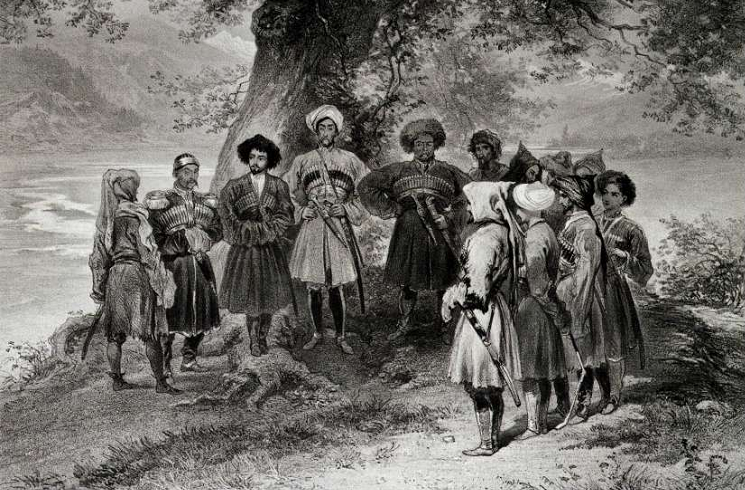
الشركس في 1840

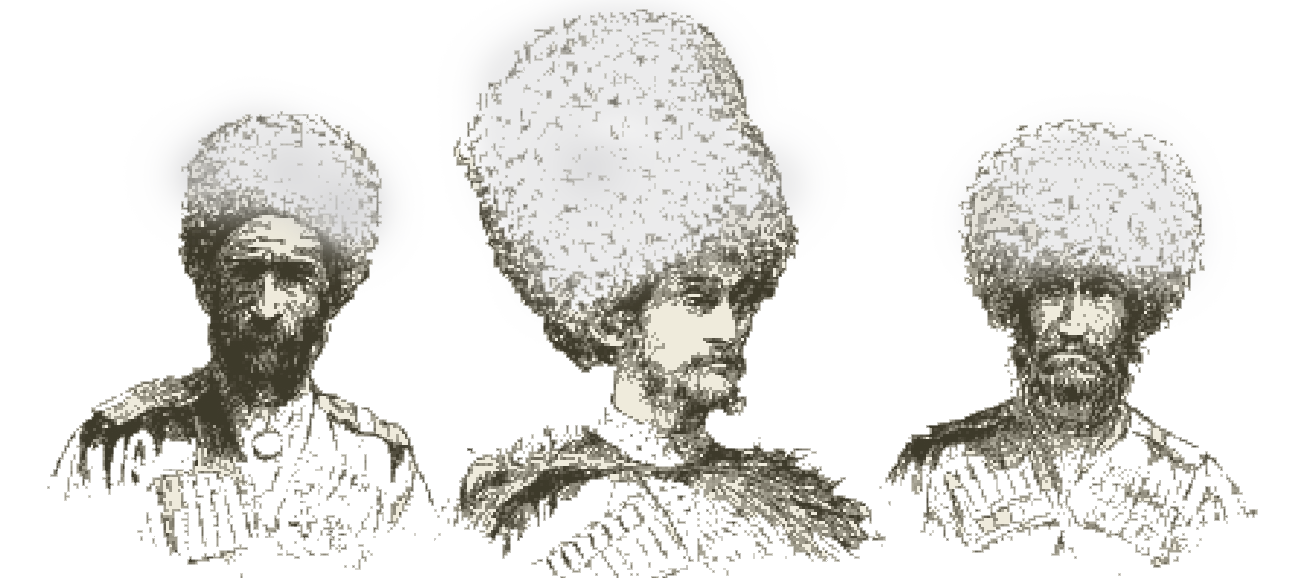
رسم لثلاثة رجال من الشركس من كتاب عربي قديم.

الشركس مجموعة شعوب تشمل سكَّان شمال القوقاز من أديغة، وشيشان، وآفار، وأبخاز، ولزجين وغيرهم. وبسبب الإبادة الجماعية للشركس التي سبَّبت مقتلَ قرابة 800,000–1,500,000 مسلم شركسي (ما لا يقل عن 80- 97٪ من مجموع السكان) على يد الإمبراطورية الروسية اضطُرَّ الكثير من الشركس إلى الهجرة إلى الأراضي العثمانية أو إعادة التوطين داخل الأراضي الروسية بعد حروبٍ وقلاقلَ استمرَّت أكثر من مئة عام.
يعد الشراكسة - الذين يدين معظمهم بالديانة الإسلامية - أقدم الأمم المعروفة التي سكنت القوقاز الشمالي وقد اختلطوا بشعوب أخرى مما أدَّى إلى ظهور فوارق لغوية بينهم[بحاجة لمصدر]، ووصلت مع تقدم الزمان إلى درجة كبيرة من الاختلاف برغم وحدة ثقافتهم الإسلامية واتحاد مصيرهم.
ويقول المؤرِّخون الشركس: إن لقب «شركسي» ليس اسمًا لأحد من الأقوام الساكنة في شمال القوقاز مما قد مرَّ ذكرها[بحاجة لمصدر]، ولا تجد هناك حتى قبيلة واحدة تحمل اسم: «القبيلة الشركسية» في القوقاز، وإنما هي كلمة أطلقها الكُرد على أبناء شعوب شمالي القوقاز[بحاجة لمصدر]، واسم أطلقوه على سكان هذه المنطقة الأصليين واسم شركس أو لقب شراكسة أو شركسي أطلق على جميع المقاتلين الذين جنَّدهم الأيوبيون في عهد صلاح الدين الأيوبي وكانوا يؤدون دورًا مهمًا في الجيش الأيوبي. معنى كلمة «شركسي» في الكردية الشخص المحارب أو الشخص الذي يحارب. ولهذه الشعوب حضارة مشتركة كما أكد المؤرخ الشركسي يوسف عزت في قوله «إن شعوب الأديغة والشيشان تنحدر من نفس العرق». ولمعرفة المسمى الحقيقي للأمة الشركسية فيقول المؤرخ الشركسي شورابكيمرزانو غموقة «إن الاسم الحقيقي للأمة الشركسية والذي بقي محفوظاً حتى الآن هو» آنت ANT«؛ وهو اسم قبيلة عظيمة تعتبر أم القبائل الشركسية، وقد حُرف هذا الاسم مع مرور الزمان فأصبح» أديكه أو أديجه أو أديغا«باستبدال التاء بالدال للتحقيق، وإضافة المقطع الأخير فيه أي» خه«إلى الاسم الأصلي، ويقول كذلك المؤرخ أن» هناك من يقول بأن أصل هذه الكلمة من اللغة الفارسية، والبعض الآخر يدعي أنها تترية.

## أصل الشركس
الشركس من أحد المكونات الأصلية لشعوب شمال القفقاس (شركيسيا) - جزء من روسيا حاليًّا، أظهرت الدراسات أن الشركس يعودون بأصلهم إلى الحيثيين وما زالت الأبحاث قائمة في جمهوريات شمال القفقاس ومناطق أخرى.
ينتمي الشركس إلى عدة قبائل، وسكان شمال قفقاسيا وهم من قبائل الأديغة [بحاجة لمصدر].
في عام 1991 قام المؤتمر العلمي الذي عقد في مايكوب تحت عنوان «نحن أديغا شركس» بمحاولة لتجاوز التقسيم الاصطناعي للشعب الشركسي. وقد أوصى المؤتمر باعتماد اسم «أديغا» لتحديد الهوية إن كان باللغة الشركسية واسم «شركس» إن كان باللغة الروسية أو اللغات الأخرى.

## تاريخ

### فترة العصور الوسطى
بدأت الإقطاعية بالظهور في المجتمع الشركسي بحلول القرن الرابع الميلادي. نتيجة للنفوذ الأرمني واليوناني والبيزنطي، انتشرت المسيحية في كل أنحاء القوقاز بين القرنين الثالث والخامس. بدأ الشركس (المشار إليهم خلال باسم كوسوغس) خلال تلك الفترة بقبول المسيحية ديانة وطنية، لم يتخلوا عن كل عناصر معتقداتهم الدينية الأصلية. أسس الشركس ولايات عديدة، ولكنهم لم يتمكنوا من تحقيق الوحدة السياسية. منذ حوالي سنة 400 ميلادية، بدأت موجة تلو الأخرى من الغزاة غزو أراضي شعب أديغة، الذين كانوا يعرفون أيضًا باسم كاسوغي (أو كاسوغس) في ذلك الوقت. احتلهم البلغار في بادئ الأمر (الذين نشؤوا في سهوب آسيا الوسطى). يخلط الغرباء عن المنطقة بين شعب أديغة وشعب أوتيغور (فرع من البلغار)، وكان كلا الشعبين في بعض الأحيان يطلق عليهم من باب الخطأ «أوتيجه». بعد تفكك دولة الخزر، اتحد شعب أديغة في أواخر الألفية الأولى لتشكيل مملكة ألانيا. كان لجورجيا تأثير على شعوب أديغة الشركس بين القرنين العاشر والثالث عشر.
في عام 1382، استولى المماليك الشركس على عرش الدولة المملوكية، صعدت سلالة بورجي إلى الحكم وتحولت دولة المماليك إلى ولاية شركسية. أباد المغول الذين بدأوا غزو القوقاز في سنة 1223 بعض الشركس ومعظم الألانيين. اضطر الشركس الذين فقدوا معظم أراضيهم خلال هجمات خانية القبيلة الذهبية اللاحقة إلى التراجع إلى مؤخرة نهر كوبان. في سنة 1395، خاض الشركس حروبًا عنيفة ضد تيمورلنك، ورغم فوز الشركس في الحروب، إلا أن تيمورلنك تمكن من نهب شركيسيا.
أسس الأمير إينال، الذي كان يملك في العقد الأول من القرن الخامس عشر أرضًا في شبه جزيرة تامان، جيشًا أعلن أن هدفه هو توحيد الشركس تحت دولة واحدة، الذين كانوا مقسمين حينها إلى عدة ولايات في ذلك الوقت، وبعد إعلان إمارته الخاصة، استولى على جميع ولايات شركيسيا واحدة تلو الأخرى. حاول النبلاء والأمراء الشركسيون الحيلولة دون صعود إينال إلى الحكم، ولكن إينال وأنصاره هزموا 30 من أباطرة الشركس. على الرغم من توحيدة الشركس، إراد إنال أيضًا ضم الأبخاز، حيث نجح إنال الذي فاز بالحرب مع أبخازيا بالاستيلاء على شمال أبخازيا، واعترف الشعب الأبخازي بحكم إينال، وأكمل إينال حكمه في أبخازيا. تمثل إحدى النجوم على علم أبخازيا الحاكم إنال. قسم إنال أرضه بين أبنائه وأحفاده في عام 1453 وتوفي سنة 1458. في أعقاب ذلك، أنشئت إمارات قبلية شركسية، من بينها شيمغاي التي أسسها تيمورلنك، وبسليني التي أسسها بسلان، وكابارديا التي أسسها كابارد، وشابسوغ التي أسسها زانوكو.

### الفترة الحديثة المبكرة
في القرن السابع عشر، وتحت تأثير تتار القرم والإمبراطورية العثمانية، تحولت أعداد كبيرة من الشركس من المسيحية إلى دين الإسلام.
في سنة 1708، دفع الشركس إتاوة للسلطان العثماني لكي يصد غارات التتار، ولكن السلطان لم يف بالتزامه، وهجم التتار على طول شركيسيا حتى وسطها، ونهبوا كل ما طالته يداهم. لذلك السبب، أعلن الشركس الكبارديون أنهم لن يعاودوا دفع إتاوة لخان القرم والسلطان العثماني بعد ذلك. أرسل العثمانيون جيشهم المؤلف من 20 ألف رجل على الأقل إلى كبارديا بقيادة خان كابلان-جيري لإخضاع الشركس وأمروه بجمع الجزية. توقع العثمانيون نصرًا سهلًا أمام الكباردينيين، لكن الشركس فازوا بسبب الاستراتيجية التي وضعها كازانيكو جباغ.
هزم جيش القرم في ليلة واحدة في 17 سبتمبر سنة 1708. بالكاد تمكن خان القرم كابلان-جيراي من النجاة بحياته، إذ تعرض للإذلال، حتى أُخذ حذائه، تاركًا شقيقه وابنه وأدوات المعركة والخيم ومقتنياته الشخصية وراءه. في عام 2013، اعترف معهد التاريخ الروسي التابع لأكاديمية العلوم الروسية بمعركة جبل كنزال، واعتبرها ذات أهمية كبرى في التاريخ الوطني للشركس والبالقاريين والأوسيتيين.

### الإبادة الجماعية للشركس
في عام 1714، وضع بيتر الأول خطة لاحتلال القوقاز. رغم أنه لم يتمكن من تنفيذ تلك الخطة، إلا أنه وضع الأساس السياسي والإيديولوجي للاحتلال. بدأت كاثرين الثانية بوضع خطة الاحتلال حيز التنفيذ، إذ انتشر الجيش الروسي على ضفاف نهر تيريك.

حاول الجيش الروسي فرض سلطته من خلال بناء سلسلة من الحصون، ولكن تلك الحصون أصبحت بدورها أهدافًا جديدة للغارات، بل وفي بعض الأحيان كان سكان المرتفعات يستولون على على الحصون ويطوقون قبضتهم عليها. في عهد يرمولوف، بدأ الجيش الروسي استخدام إستراتيجية «القصاص غير العادل» خلال الغارات التي قاموا بها. ردت القوات الروسية بتدمير القرى التي اعتقدوا باختباء مقاتلي المقاومة فيها، بالإضافة إلى القيام بعمليات الاغتيال والخطف وإعدام أسر بأكملها. نظرًا لاعتماد جنود المقاومة على القرى المتعاطفة مع قضيتهم من أجل الحصول على الغذاء، دمر الجيش الروسي المحاصيل والمواشي بشكل ممنهج وقتل المدنيين الشركسيين. رد الشركسيون بإنشاء اتحاد قبلي يشمل جميع قبائل المنطقة. في عام 1840، قدّر كارل فريدريش نيومان سنة 1840 عدد الضحايا الشركس بنحو مليون ونصف المليون. تذكر بعض المصادر أن مئات الآلاف ماتوا خلال النزوح الجماعي. يستخدم العديد من المؤرخين مصطلح «المجازر الشركسية» في وصفهم لما فعله الروس في المنطقة.
«في سلسلة من حملات الغزو العسكري استمرت بين عامي 1860 و1864.. أصبح كل من شمال غرب القوقاز وساحل البحر الأسود فارغًا من سكان القرى المسلمين. سارت طوابير النازحين إما إلى سهول كوبان أو باتجاه الساحل ليتم نقلهم إلى الإمبراطورية العثمانية.. تشتتت مجموعات قبلية شركسية واحدة تلو الأخرى، أو أعيد توطينها أو ارتكبت بحقها مجازر قتل جماعية».
أسس الشركس جمعية تدعى «جمعية الحرية الكبرى» في مدينة شاشي عاصمة سوتشي يوم 25 يونيو سنة 1861. عُين حاجي قرنديكو برزيدج رئيسًا للجمعية. طلبت الجمعية المساعدة من أوروبا، بحجة أنهم سيجبرون على النفي قريبًا. ولكن قبل حصولهم على رد، غزا الجنرال الروسي كوليوباكين سوتشي ودمر البرلمان، ولم تبدي أي دولة معارضتها لذلك.
في شهر مايو من العام 1864، دارت معركة حاسمة بين الجيش الشركسي المؤلف من 20 ألف فارس شركسي وجيش روسي مجهز بالكامل قوامه 100 ألف جندي. هاجم محاربو الشركس الجيش الروسي وحاولوا اختراق دفاعات العدو، ولكن معظمهم سقطوا بنيران المدفعية والمشاة الروسية. استمر المقاتلون المتبقون في القتال مناضلين وسرعان ما تعرضوا للهزيمة. قتل جميع الفرسان الشركس البالغ عددهم 20 ألفًا في الحرب. يعرف اليوم المكان الذي حدثت فيه هذه الحرب باسم «كراسنايا بولانا» وتعني المرج الأحمر. أخذ المرج اسمه من وصف الدم الشركسي المتدفق من التلة إلى النهر. انساب النهر بلون أحمر لأسابيع بعد الحرب.
صدقت الحكومة الروسية على اقتراح ترحيل الشركس، وبدأت بعدها موجات من تحركات اللاجئين مع تقدم القوات الروسية في حملتها النهائية. استعد الشركس لمقاومة ضد التقدم العسكري والقوات الروسية. ومع رفض الاستسلام، استهدف الجيش الروسي المدنيين الشركسيين واحدًا تلو الآخر، وذبح الآلاف منهم، وبدأ الروس في مهاجمة وحرق القرى الشركسية، وتدمير الحقول بحيث تستحيل عودتهم إليها، وقطع الأشجار ودفع الناس نحو ساحل البحر الأسود. ذُكر أن الجنود الروس استخدموا أساليب مثل تمزيق بطون النساء الحوامل وإخراج الطفل في الداخل بغرض الترفيه عن أنفسهم. زعم بعض الجنرالات الروس، مثل جريجوري زاس، أن قتل الشركس واستخدامهم في التجارب العلمية يجب أن يسمح به.

## اللغة الشركسية
على الرغم من أن الشراكس ينحدرون من أصل واحد ولهم ثقافة واحدة، إلا أن اختلاطهم ببقية الشعوب الأخرى أدى إلى ظهور فوارق لغوية فيما بينهم. وقد أكد ذلك المؤرخ الروماني «بليني» في القرن الميلادي الأول أن 130 لغة كانت موجودة في القوقاز. وذكر ابن الفقيه المؤرخ العربي في قوله «أن في بلاد القوقاز حوالي 72 لساناً لا يعرف كل إنسان لغة صاحبه إلا بترجمان».
وإذا نظرنا في هذه اللغات المتعددة نجد أنها تتكون من ثلاث مجموعات:
1. مجموعة شمالي القوقاز: وهي بلاد الشراكسة القديمة ووطنهم الأول، والتي تسكنها قبائل الأبزاخ والبزادوغ والحاتقواي والكمير كوي والآدمة والشابسوغ والناتخواي ولهجة هذه القبائل تكاد تكون واحدة لولا وجود بعض الاختلافات البسيطة في تقديم بعض الحروف أو تأخيرها في بعض الكلمات، ويؤكد الباحثون أن لهجات هذه القبائل هي نفس اللهجة التي كان يتكلم بها القدماء الشراكسة الحثيين.
2. مجموعة لغات منطقة بلاد القابردي الكبرى والصغرة.
3. مجموعة بلاد الأباظة، وهؤلاء تختلف لغاتهم عن باقي اللغات الشركسية تمام الاختلاف، ويظهر الفرق واضحاً في النطق والتعبير.[38]

## خصائص الشركس
من الأمثلة القديمة والتي يتداولها مجتمع الشركس «الآنت الذي لا يعرف الكلل ولا الملل»، ولعلها أولى الصفات التي يتحلى بها الشركس، وقد ساعدت تربيتهم القومية على تهذيب نفوسهم، وعلى جعلهم أقدر من غيرهم على تحمل المشاق ومواجهة الأخطار، وقد تحلى مجتمع قدماء الشركس بالمهارة الحربية والفروسية الفريدة والهندام الأنيق، وامتاز بالكثير من المميزات والتي تأتي في مقدمتها المهارة العسكرية.

## نظام الحكم والإدارة
هناك عدة مصادر تحدثت عن الطبقات الاجتماعية لدى الشركس، وقد أجمعت أن المجتمع الشركسي كان يتألف من الطبقات التالية:
1. البشي: وهو الأمير الكبير أو رئيس القبيلة.
2. اللقوة لاش: وهم الأمراء أو أتباعهم.
3. الوَرْقْ: وهؤلاء هم الحكام الفعليون في الأقسام والدوائر.
4. فقول: وهم الأهالي الأحرار ومعظمهم من الفلاحين.
5. بشيتل: وهم العبيد ومعهم الخدم أيضاً.

أما المنازعات بين الأهالي فقد كان الورق يفصلون فيها. أما الفصل في القضايا الكبرى فهو من اختصاص مجلس الأعيان، أو المجلس القومي الأعلى، ويتكون عادة من العلماء والورق، ويرأسه البشي الكبير، ومن اختصاصه إعلان الحرب بعد أخذ رأي الجماهير.
ولم يعرف الشراكسة أي نوع من أنواع الحكم الاستبدادي، وحتى أن البشي وهو أعلى مسؤول في الجهاز الإداري الشركسي كانت سلطاته محدودة لا تتعدى قانون الأديغة خابزة، وما عدا ذلك فإنه يستمد سلطته من مجلس الأمراء والأعيان وعليه أخذ موافقتهم قبل اتخاذ القرارات الهامة.

## الثقافة

### الدين
اعتنق أسلاف شعب الأديغي الحديث تدريجيًا ديانات مختلفة: المعتقدات الوثنية القديمة، والمسيحية، ثم الإسلام.
وفقًا لتقاليد الكنيسة الأولى، ظهرت المسيحية لأول مرة في شركيسيا في القرن الأول الميلادي من خلال رحلات الرسول أندراوس وجهوده في الوعظ. بعد ذلك، انتشرت المسيحية في جميع أنحاء منطقة القوقاز بين القرنين الرابع والسادس الميلاديين.
كان هناك وجود إسلامي ضئيل في شركيسيا منذ العصور الوسطى، ولكن انتشار الإسلام حدث على نطاق واسع بعد عام 1717، عندما أمر السلطان مراد الرابع خانات القرم بنشر الإسلام بين الشركس، وحقق العثمانيون وسكان القرم بعض النجاح في تحويل أعضاء من الطبقة الأرستقراطية الذين نشروا الدين في نهاية المطاف بين عائلاتهم. وعلاوة على ذلك، ساعد التهديد المتزايد بغزو من روسيا في تسريع عملية أسلمة المنطقة التدريجية التي استمرت قرونًا بالفعل.
ظل الوجود المسيحي والوثني ملحوظًا بين بعض القبائل مثل الشابسوغ والناتخواج مع ضغوط الأسلمة التي مارسها الموالون لإمامة القوقاز. اكتسبت الطرق الصوفية بما في ذلك القادرية والنقشبندية مكانة بارزة ولعبت دورًا في نشر الإسلام.
اليوم، الأغلبية العظمى من الشركس مسلمون، وعدد أقل بكثير من الخابزة والملحدين والمسيحيين. بين المسيحيين، تشكل الكاثوليكية، التي أدخلها التجار الفينيسيون والجنويون في الأصل على طول السواحل، اليوم أقل بقليل من 1% من القبارديين، بما في ذلك بشكل خاص أولئك الذين يعيشون في موزدوك وبعض منطقة كورسكي. بين المسلمين، تتنوع المراعاة الإسلامية على نطاق واسع بين أولئك الذين يعرفون القليل من الصلوات مع هوية إسلامية «ثقافية» أكثر من كونها دينية، إلى أولئك الذين يلتزمون بانتظام بجميع المتطلبات.
يُعتبر كل من الإسلام والخابزة سمات وطنية حتى من قِبل أولئك الذين لا يمارسونهما. اليوم، يُعد الإسلام جزءًا مركزيًا من حياة العديد من مجتمعات الشركس في الشتات، مثل إسرائيل، في حين شهد وطن الشركس تحت الحكم السوفيتي عملية واسعة من العلمنة، وتأثرت المنطقة بالعديد من الأعراف الاجتماعية التي تتعارض مع الشريعة الإسلامية، مثل انتشار عادة تناول الكحول في المناسبات الاجتماعية. أما في إسرائيل، فلا وجود لهذه الأعراف الاجتماعية غير الإسلامية.
في العصر الحديث، وردت تقارير تفيد بأنهم يعتبرون أنفسهم مسلمين في المقام الأول. كما وردت تقارير عن أعمال عنف وتهديدات ضد أولئك الذين «يحيون» وينشرون العقيدة الشركسية الأصلية التي سبقت الإسلام. وتختلف العلاقة بين الخابزة والإسلام بين المجتمعات الشركسية، فبالنسبة للبعض، هناك صراع بين الاثنين، بينما بالنسبة للآخرين، كما هو الحال في إسرائيل، يُنظر إليهما على أنهما فلسفتان متكاملتان. في عام 2005، وجدت دراسة عينة تمثيلية للجيل الأصغر من الشركس الذين تتراوح أعمارهم بين 20 و35 عامًا أن نحو 26% من الذين شملهم الاستطلاع يعتبرون أنفسهم لا دينين.

### النظام الاجتماعي التقليدي
كان المجتمع منظمًا وفقًا للعادات الشركسية. كان للعديد من هذه العادات ما يعادلها في مختلف أنحاء الجبال. قاوم الشركس غير المنظمين الروس. أطلِق على الطبقة الأرستقراطية اسم ورق. وكانت بعض العائلات الأرستقراطية تحمل رتبة بيشي أو أمير، وكان أكبر أفراد هذه العائلة سنًا هو بيشي-تخاماد الذي كان زعيم القبيلة. وتحت رتبة ورق كانت هناك طبقة كبيرة من تفوكوتل، أو يومن أو الأحرار تقريبًا، وكان لديهم واجبات مختلفة تجاه ورق.
كان الشركس مقسمين إلى عشائر من نوع ما، وتحتهم كانت هناك ثلاث طبقات تُشبه إلى حد ما طبقات الأقنان أو العبيد. بالطبع، لا تتطابق هذه المصطلحات الاجتماعية الشركسية بشكل دقيق مع نظيراتها الأوروبية. نظرًا لأن كل شيء اعتمد على العادات، فإن الكثير كان يتعلق بالزمان، والمكان، والظروف، والشخصيات. أما القبائل الثلاث ذات الطابع (الديموقراطي)، وهي ناتوخاي، شابسوغ، وأبزاخ، فكانت تدير شؤونها عبر مجالس تُسمى خاسة، أو مجالس أكبر تُسمى زافيس.
كانت القرارات تُتخذ بتوافق عام، ولم يكن هناك آلية رسمية لفرض القرارات. القبائل الديمقراطية، التي ربما كانت الأغلبية، عاشت أساسًا في المناطق الجبلية حيث كانت محمية نسبيًا من الروس. يبدو أنها احتفظت بأرستقراطيتها، لكن بصلاحيات أقل. في القبائل الأخرى الإقطاعية، كانت السلطة نظريًا بيد بيشي تخاماد، على الرغم من أن سلطته قد تكون مقيدة من قبل الخاسة أو عائلات مؤثرة أخرى.
بالإضافة إلى العلاقات الهرمية بين الطبقات، كانت هناك العديد من العلاقات الأفقية بين الأشخاص غير المتصلين بالقرابة. كان هناك تقليد قوي للضيافة يشبه الزينيا اليونانية. كان لدى العديد من البيوت غرفة تُسمى كوناكسكيا أو غرفة الضيوف. امتدت واجبات المضيف حتى إلى الأبريكس أو الخارجين عن القانون. قد يكون هناك شخصان يعتبران أخوين محلّفين أو كوناكس. كانت هناك أخويات من الأفراد غير المرتبطين بالقرابة تُسمى تليوز تقدم الدعم المتبادل لبعضها البعض. كان من الشائع أن يتولى أطاليك أو الأب بالتبني تربية الطفل. اهتم القانون الجنائي بشكل رئيسي بتسوية النزاعات بين الأطراف. يُطلق أحيانًا على أديغة خابزة اسم عادَة عندما مقارنتها بالشريعة الإسلامية التي دعا إليها أشخاص مثل الإمام شامل.

### الملابس التقليدية
تتنوع الملابس النسائية التقليدية متنوعة للغاية ومزخرفة بشكل كبير وتعتمد بشكل أساسي على المنطقة، وطبقة العائلة، والمناسبات، والقبائل. يتكون الزي التقليدي للمرأة من فستان، ومعطف، وقميص، وبنطلون، وسترة، وصدرية من جلد الضأن، ومجموعة متنوعة من القبعات والأحزمة.
تُصنع الملابس التقليدية الخاصة بالمناسبات والعطلات من أقمشة فاخرة مثل الحرير والمخمل. نادرًا ما تشمل الألوان التقليدية لملابس النساء الأزرق أو الأخضر أو الألوان الزاهية، بدلًا من ذلك، كانت الألوان الأساسية تتضمن الأبيض، والأحمر، والأسود، والبني. كانت الفساتين الشركسية مزخرفة بخيوط الذهب والفضة. هذه الزخارف كانت تُصنع يدويًا وتأخذ وقتًا طويلًا لإكمالها نظرًا لتعقيدها.
يتضمن الزي التقليدي للذكور معطفًا بأكمام واسعة وقميصًا وبنطلونًا وخنجرًا وسيفًا ومجموعة متنوعة من القبعات والأحذية. تقليديًا، ارتدى الشباب في زمن المحاربين معاطف بأكمام قصيرة -من أجل الشعور بمزيد من الراحة في القتال. استخدِمت ألوان مختلفة من الملابس للذكور بشكل صارم للتمييز بين الطبقات الاجتماعية المختلفة، على سبيل المثال، يرتدي الأمراء اللون الأبيض عادةً، والنبلاء اللون الأحمر، والفلاحون اللون الرمادي والبني والأسود (نادرًا ما يرتدون الأزرق والأخضر والألوان الأخرى).
من العناصر الإلزامية في الزي التقليدي للرجال الخنجر والسيف. يسمى السيف التقليدي في أديغيا شاشكا. وهو نوع خاص من السيوف الضالعة، وهو سيف حاد للغاية، وشفرته أحادية، وقبضته تفتقر إلى واقٍ. على الرغم من أن السيف يستخدمه معظم القوزاق الروس والأوكرانيين، فإن الشكل الأديغي النموذجي للسيف أطول من النوع القوزاقي، وفي الواقع جاءت كلمة شاشكا من الكلمة الأديغية شاشكوا والتي تعني السكين الطويل. على صدر الزي توجد أنابيب أو أعواد زخرفية طويلة، تُملأ مرة واحدة بشحنة واحدة من البارود (تسمى خراطيش الغازيري) وتُستخدم لإعادة تلقيم البنادق.

### المطبخ التقليدي
المطبخ الأديغي غني بالأطباق المتنوعة. في الصيف، تتكون الأطباق التقليدية التي يتناولها شعب الأديغ بشكل أساسي من منتجات الألبان وأطباق الخضار. في الشتاء والربيع، تتكون الأطباق التقليدية بشكل أساسي من أطباق الدقيق واللحوم. ومن الأمثلة على هذا الأخير ما يُعرف باسم فيتشين.

يعتبر الجبن الشركسي من أشهر أنواع الجبن في شمال القوقاز.

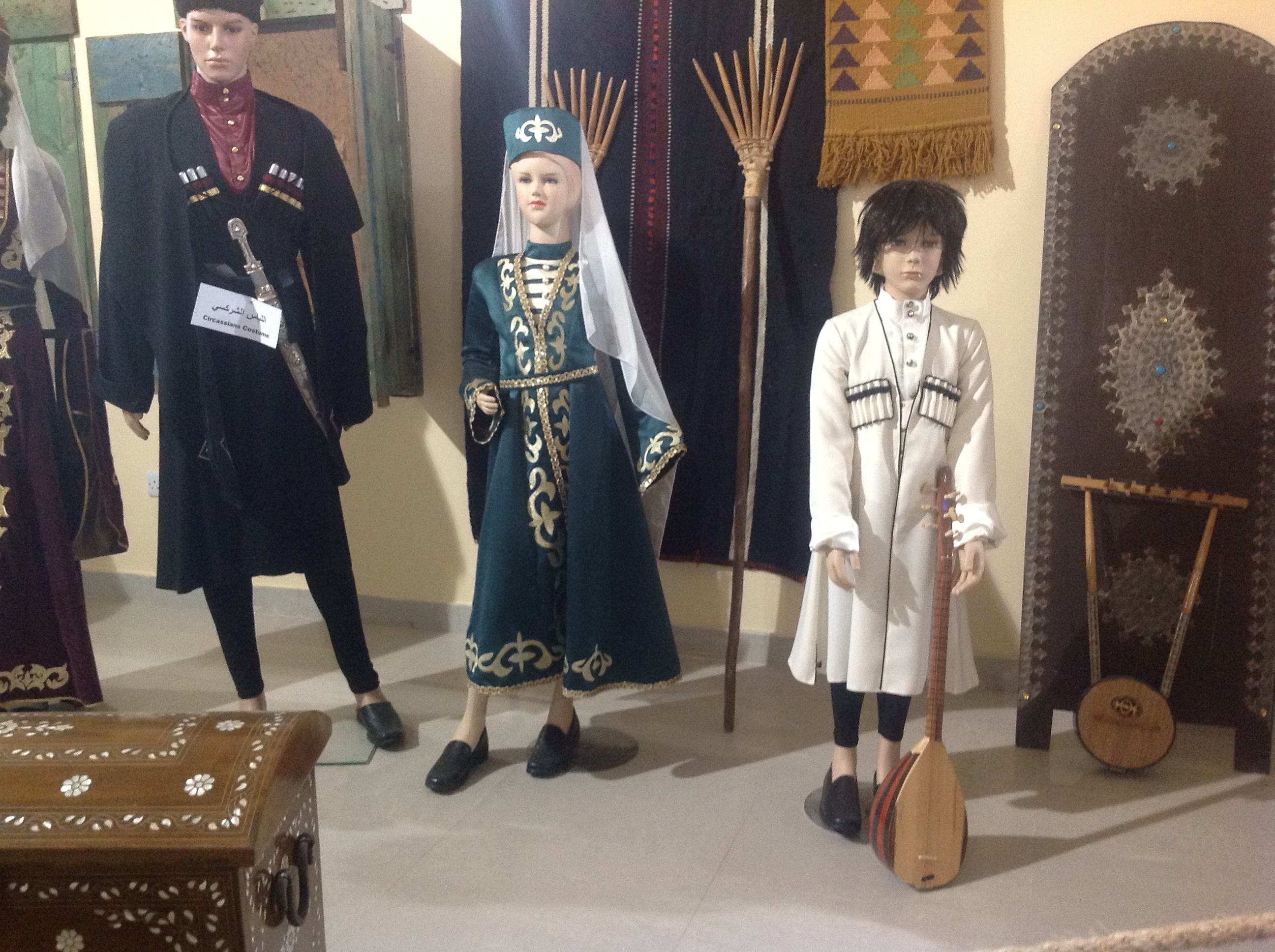
ملابس شركسية